# تابستانی کنار رودخانه
تابستانی کنار رودخانه (انگلیسی: A Summer by the River؛ ‏فنلاندی: Kuningasjätkä) فیلمی فنلاندی به کارگردانی مارکو پلنن است که در سال ۱۹۹۸ منتشر شد. از بازیگران آن می‌توان به پتر فرانتسن، آنو پالوارا و اسکو نیکاری اشاره کرد.
این فیلم برندهٔ ۵ جایزه یوسی در سال ۱۹۹۹ و به عنوان نمایندهٔ فنلاند جهت رقابت برای جایزه اسکار بهترین فیلم بین‌المللی در هفتاد و یکمین دوره جوایز اسکار معرفی شد، اما به فهرست نهایی فیلم‌های منتخب راه نیافت.